# Гумбаридзе, Гиви Григорьевич
Ги́ви Григо́рьевич Гумбари́дзе (груз. გივი გრიგოლის ძე გუმბარიძე; род. 22 марта 1945 года, Тбилиси, Грузинская ССР) — грузинский и советский политический деятель, первый секретарь ЦК Коммунистической партии Грузии в 1989—1990 годах, член Политбюро ЦК КПСС в 1990—1991 годах.

## Биография
Родился в 1945 году в Тбилиси в семье военнослужащего. Окончил Тбилисский государственный университет в 1966 году по специальности «русская филология». В 1966 — 1967 годах служил в Советской армии. С 1968 года работал старшим научным сотрудником Центрального государственного архива Архивного управления при Совете Министров Грузинской ССР. С 1969 года — помощник заместителя председателя Президиума Верховного Совета Грузинской ССР. В 1972 году вступил в КПСС, через пять лет перешёл на партийную работу.
В 1977—1983 годах — в аппарате ЦК КП Грузии (инструктор, заведующий сектором, заместитель заведующего отделом административных органов ЦК).
С 1983 года — первый секретарь Зестафонского райкома КП Грузии. В 1985—1988 годах — заведующий отделом административных органов, отделом организационно-партийной работы ЦК КП Грузии.
В 1988 году — первый секретарь Тбилисского горкома КП Грузии (с 20 мая по 1 декабря).
С декабря 1988 по апрель 1989 года был председателем Комитета государственной безопасности Грузинской ССР.
С 14 апреля 1989 года по декабрь 1990 года — первый секретарь ЦК Компартии Грузии. В соответствии с решением XXVIII съезда КПСС о членстве в Политбюро ЦК КПСС первых секретарей республиканских компартий входил в Политбюро с 14 июля 1990 года по 31 января 1991 года.
С 17 ноября 1989 года по 14 ноября 1990 года — Председатель Президиума Верховного Совета Грузинской ССР. В 1989—1991 годах — народный депутат СССР, член Верховного Совета до августа 1991 года.
После распада СССР проживает в Москве.